# Acuerdo fronterizo polaco-soviético de agosto de 1945

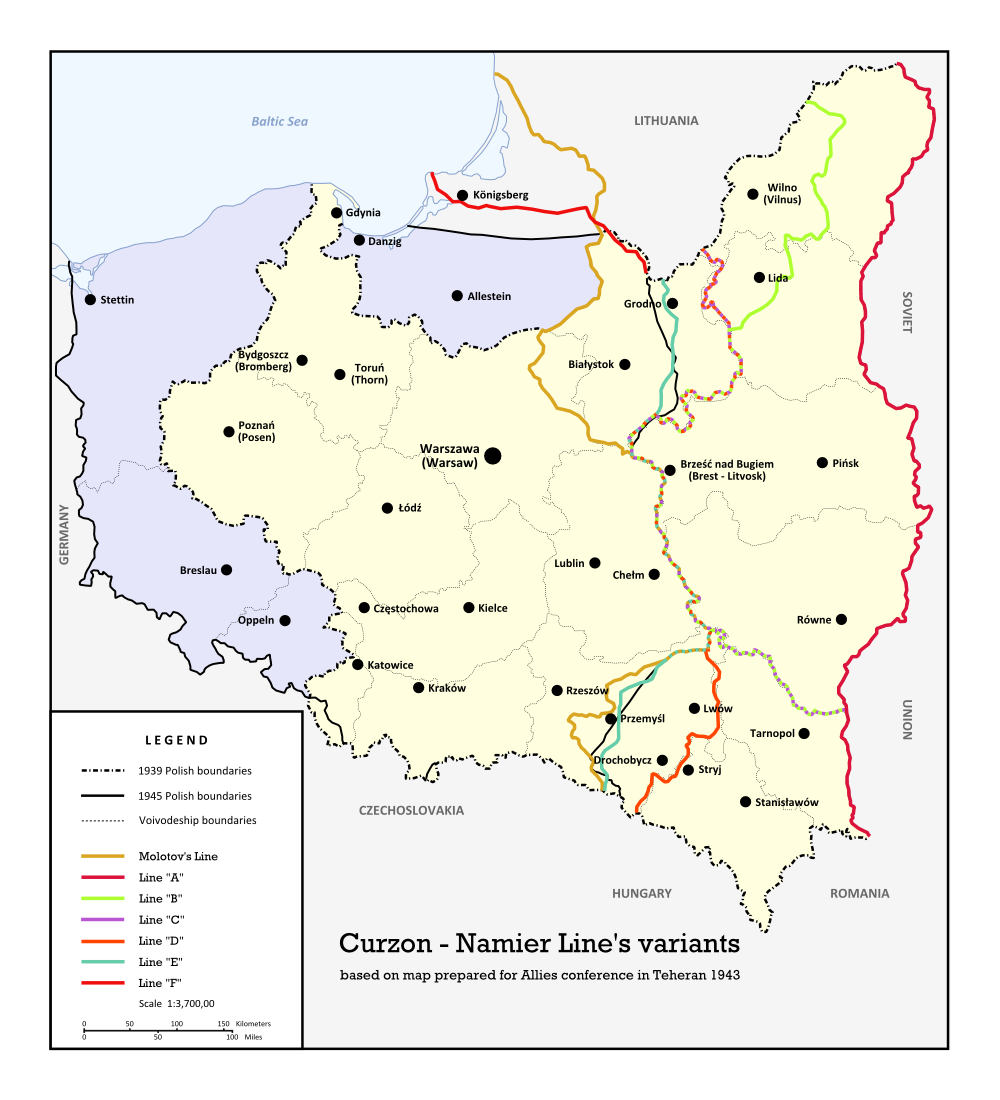
Variantes de la línea Curzon-Namier. Conferencia de Teherán, 1943

El Acuerdo fronterizo entre Polonia y la Unión Soviética del 16 de agosto de 1945 estableció las fronteras entre la Unión de Repúblicas Socialistas Soviéticas (URSS) y la República de Polonia. Fue firmado por el Gobierno Provisional de Unidad Nacional (Tymczasowy Rząd Jedności Narodowej) formado por los comunistas polacos. Según el tratado, Polonia aceptó oficialmente la cesión de su territorio de antes de la guerra oriental a la Unión Soviética (Kresy), que se decidió ya antes en Yalta. Parte del territorio a lo largo de la línea Curzon, establecida por Stalin durante el curso de la guerra, fue devuelta a Polonia. El tratado también reconoció la división de la antigua Prusia Oriental alemana y finalmente aprobó la línea de delimitación finalizada entre la Unión Soviética y Polonia: desde el mar Báltico hasta la frontera con Checoslovaquia en los Cárpatos.

## Preludio
Antes de la Primera Guerra Mundial, dentro del Imperio ruso, los territorios polacos eran administrados por una Tierra Vístula, cuya frontera oriental determinaba aproximadamente la frontera étnica entre el pueblo polaco en el oeste y los ucranianos y bielorrusos (los llamados rusos Pequeños y Blancos respectivamente) en el este. En la Galitzia austriaca no había fronteras administrativas que marcaran la etnicidad de los polacos y los ucranianos gallegos (rutenianos).
Durante la Primera Guerra Mundial, la guerra civil rusa, las guerras polaco-soviéticas y las polaco-ucranianas, el territorio pasó de manos varias veces y cada una de las potencias controladoras trató de crear su propia administración en la región. Durante el conflicto, el Consejo Supremo de Guerra intentó varias veces intervenir y crear una frontera agradable entre la Segunda República Polaca y la Rusia Bolchevique, el resultado más notable fue la frontera presentada por el Secretario de Relaciones Exteriores británico George Curzon, que la línea después tendría su nombre. La línea seguía en gran parte la frontera del siglo XIX entre la tierra Vístula, pero también se extendió más al sur y repartió Galitzia a lo largo de la frontera étnica aproximada entre los polacos y los ucranianos.
Aunque fue aceptada por el gobierno bolchevique, la línea fue ignorada por Polonia, y después de la conclusión de la guerra polaco-soviética, sobre el Tratado de Riga, la Rusia bolchevique reconoció una nueva frontera a casi 250 km al este de la línea Curzon. La frontera fue reconocida por la Sociedad de las Naciones en 1923 y confirmada por numerosos tratados polaco-soviéticos y delimitada a su debido tiempo.

## Particiones de la Segunda Guerra Mundial
El Pacto Ribbentrop-Mólotov de agosto de 1939 previó la partición de la Segunda República Polaca entre la Unión Soviética y la Alemania nazi. Después de las invasiones correspondientes, se elaboró una nueva frontera, aunque basada en la línea Curzon, que se desvió hacia el oeste en varias regiones. Más notablemente, fue la provincia de Belastok, que se agregó a la República Socialista Soviética de Bielorrusia, aunque la mayor parte de la región fue poblada por polacos.
Después de la invasión de la Unión Soviética por parte de Alemania, el territorio en cuestión también fue nuevamente dividido por los nazis. Ucrania y Bielorrusia estuvieron administrados por la ocupación Reichskommissariat Ostland y el Reichskommissariat Ukraine. El territorio de Galitzia al este de la frontera de 1939 y la provincia de Białystok más el territorio adyacente al este de este se transformaron respectivamente en el distrito de Galitzia y Bezirk Białystok, y subyugado directamente al Reich.

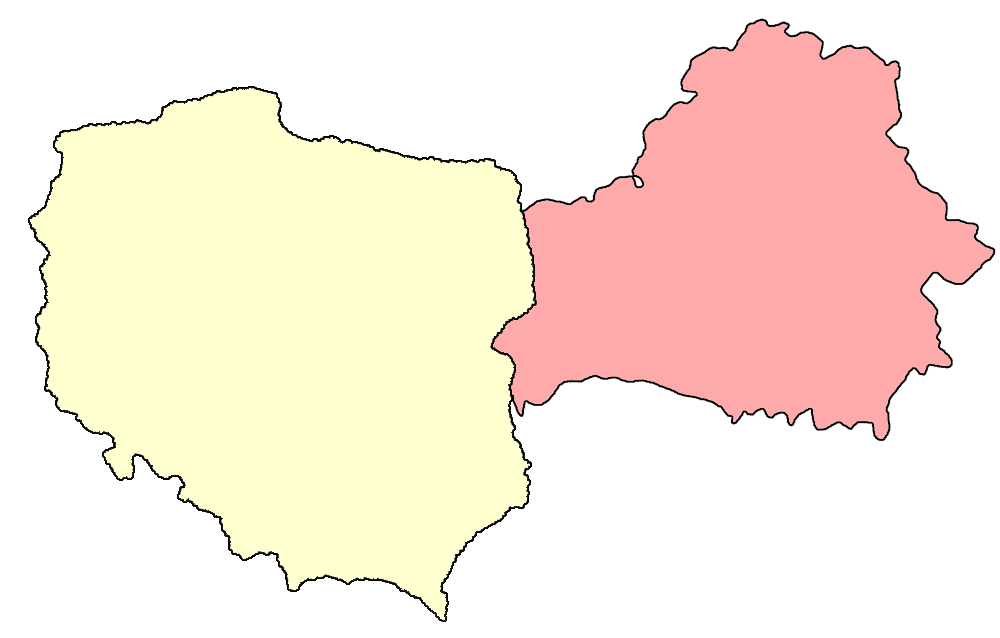
Fronteras de Polonia y Bielorrusia tras el acuerdo.

Tras la liberación de Ucrania y Bielorrusia por la Unión Soviética, en 1943-1944 la conferencia de Teherán y la conferencia de Yalta discutieron sobre el futuro de las fronteras polaco-soviéticas y los líderes aliados reconocieron el derecho soviético al territorio al este de la frontera de 1939. Sin embargo, después de la liberación de Ucrania occidental y de Bielorrusia en el verano de 1944, un comité polaco formado en la ciudad de Sapotskin envió una carta a Moscú que pedía que se quedasen la parte de Polonia. Stalin estuvo de acuerdo, y el 29 de septiembre, la administración de 17 (de los 23) distritos de la provincia de Belastok (incluyendo la ciudad de Białystok) y otras tres (Siemiatycze, Hajnówka y Kleszczele) de la provincia de Brest fueron pasados al Comité Polaco de Liberación Nacional desde la RSS de Bielorrusia.

La frontera occidental de la RSS de Ucrania después de la invasión de 1939 de Polonia con el territorio polaco anexado en amarillo. El mapa incluye el distintivo "pico abierto" de Galitzia Oriental en el suroeste.
Esto fue "apurado", y volvió a Polonia en 1944-1945

En octubre de 1944, se sumaron otras transferencias de los raiones de Lubaczów, Horyniec, Laszki, Uhnów y Sieniawa 
al óblast de Leópolis de la República Socialista Soviética de Ucrania. En marzo de 1945, un lote adicional de tierra, los raiones de Bieszczady, Lesko, y la mayoría de Przemyśl (incluyendo la ciudad de Przemyśl) fueron transferidos a Polonia del óblast de Drohobych de Ucrania al ahora Gobierno Provisional de la República de Polonia.
Poco después terminó la Segunda Guerra Mundial, y como el Gobierno Provisional continuó transfiriendo la administración de los cuerpos militares a civiles, también finalizó sus nuevas fronteras con sus vecinos, y en particular con la Unión Soviética. El 16 de agosto de 1945, el acuerdo fronterizo fue firmado oficialmente por Edward Osóbka-Morawski, en nombre del Gobierno Provisional de Unidad Nacional y Viacheslav Mólotov, el ministro de Relaciones Exteriores soviético. El intercambio de documentos ratificados se produjo el 5 de febrero de 1946 en Varsovia, y a partir de esa fecha el acuerdo entró en vigor.

## Consecuencias
Aunque el tratado finalizó la línea de 1939, con los ajustes de 1944-1945, la frontera recibiría algunas alteraciones más. El 15 de mayo de 1948, el raión de Medyka fue transferido del óblast de Drohobych de Ucrania a la República de Polonia. Finalmente, en un intercambio territorial polaco-soviético de 1951, Polonia devolvió su territorio pre-1939 del raión de Ustrzyki Dolne del óblast de Drohobych, y en cambio pasó la parte de la Unión Soviética del Voivodato de Lublin, con las ciudades de Belz, Uhniv, Chervonohrad y Varyazh, que después de la invasión del eje nazi y soviético de Polonia en septiembre de 1939 se convirtió en una parte de Polonia ocupada por la Unión Soviética y fue asignada a Ucrania en 1939 hasta 1941, cuando los nazis invadieron la Unión Soviética. Fue ocupado otra vez en 1944-1945 después del avance soviético hacia Berlín. Las fronteras entre Polonia y Bielorrusia, y Polonia y Ucrania han permanecido igual desde entonces.